# Squalius svallize
 Squalius svallize és una espècie de peix cipriniforme de la família dels ciprínids.

## Morfologia
Els mascles poden assolir els 25 cm de longitud total.

## Distribució geogràfica
Es troba a Croàcia, Bòsnia i Hercegovina, Sèrbia, Albània i Montenegro.